# Patrice Bürki
Pour les articles homonymes, voir Ü (homonymie) et Burki.
Patrice Bürki, dit Travis Bürki, Ü puis Mahadev OK, né à Marseille le 6 septembre 1970, est un auteur-compositeur-interprète et poète français.

## Biographie
À 14 ans, il écrit ses premières chansons en anglais, adapte des poésies de Rimbaud, chante, joue du piano, de la guitare et fonde même son premier groupe, The Primitiv. Après le baccalauréat et des études d’architecture, il rentre à l’école de musique du CIM, où il suit des cours d’harmonie, de chant et de piano. Il monte à Paris, devient animateur de radio, compose, enregistre, peint et rédige plusieurs recueils de poésie. Débute ensuite une série de concerts dans les cabarets et cafés parisiens. Il voyage, étudie le théâtre, l’anglais et l’allemand.
Léo Ferré, Jacques Higelin ou Serge Gainsbourg constituent pour lui à cette époque des références, modèles ou anti-modèles.
Auteur, compositeur, interprète, musicien (piano, guitare), poète, on l’a vu présenter sur Paris Première ses poèmes et ses chansons.
En 2000, après avoir monté Fin de partie de Samuel Beckett, il écrit trois pièces de théâtre (Petit Monde, Quatre-quarts et Décadancing!) à partir desquelles il réalise un court métrage, et fonde la compagnie Hansen Moeller (du nom de son grand-père).
En 2001, il publie deux poèmes dans une anthologie du slam. Il participe aux scènes ouvertes du mouvement et rejoint l’équipe d'Édouard Baer sur Radio Nova et Paris Première en tant que poète-slameur de l’émission Secret de femmes.
En 2002, Régis Fourrer réalise un documentaire intitulé Ü dans la joie, diffusé sur Planète. Cette année marque également une période nouvelle d’enregistrement, aux côtés du musicien argentin Pablo Krantz, de son premier album officiel intitulé Après les dancings (2003, Walhalla Music).
Le 4 avril 2004, il remporte le grand prix du tremplin Chorus des Hauts-de-Seine. Le 22 novembre de la même année sort son deuxième album La Luge, et Ü part en 2005 pour une grande tournée, le Tour de Luge qui se poursuit en 2006.
L'album Ce garçon parait le 25 février 2008.
Il publie ensuite plusieurs disques sans connaître le succès, et devient en 2016, Mahadev OK, en chantant le plus souvent en anglais ; il s'inspire alors de sa pratique du yoga.

## Famille et vie privée
Ses parents ont des origines suisse-allemande (il est fils du pasteur Werner Bürki), italienne et suédoise.
En 2007, il a une fille prénommée Hedda, avec Daphné Bürki, animatrice de télévision,.

## Discographie
- XO13 (1995)
- XO14 (1996)
- Après les dancings (2003)
- La Luge (2004)
- Ce garçon (2008)
- Travis Bürki (2011)
- Double Entendre (2012)
- Katoomba (2017)
- Triangles (2018)
- Modern Peace (2019)
- Good for Your Karma (2020)
- Telegraphe (2012)
- Greatestravis Bürkhits (2015)